# Elia di Bartolomeo Lombardo
Elia di Bartolomeo Lombardo ou encore Elia di Bartolomeo da Ponte, né à Ponte, en Suisse et mort en 1499 à Città di Castello, en Ombrie) était un architecte italien du XVe siècle.

## Œuvres
- Basilique de Santa Maria Maggiore, (1483-1509), Città di Castello.